# 吉田正喜
吉田 正喜 （よしだ まさき、1957年2月28日 - ）は日本の検察官、公証人。
東京都杉並区出身。中央大学法学部卒業後、1987年検察官任官。東京地方検察庁特別捜査部副部長を務めた後、法務総合研究所総務企画部長、鹿児島地方検察庁検事正、岡山地方検察庁検事正、高松地方検察庁検事正を歴任し、2018年退官した。同年渋谷公証役場公証人。

## 主な担当事件
陸山会事件
東京地検特捜部に勤務していた際に担当。